# (466841) 2015 BL247
(466841) 2015 BL247 es un asteroide perteneciente al cinturón de asteroides, descubierto el 7 de septiembre de 2004 por el equipo Spacewatch desde el Observatorio Nacional de Kitt Peak (Arizona, Estados Unidos).